# Гуру
Гуру (на санскрит: गुरू) е индуистки религиозен учител. Понятието е основано на дълга редица индуистки философски схващания за значението на знанието и че учителят, гуру, е свещен път към себеосъзнаването. Тази титла запазва своето важно свещено място до наши дни сред хората с индуистко или сикхско вероизповедание.
Гуру е още и санскритското наименование на Брихаспати – планетата, която римляните наричат Юпитер. Неин бог е Брихаспати, наставник на боговете. Според ведическата астрология Юпитер/Гуру/Брихаспати упражнява обучителни влияния. В индийските езици като хинди „четвъртък“ се нарича Брихаспативар или Гурувар (вар означава период или ден).
Гуру се използва широко в съвременна Индия с общото значение на думата „учител“.
В Западния свят терминът „гуру“ е разширен и може да обозначава всеки, който популяризира някаква религиозна или философска система от убеждения, понякога независима от традицията и съществуващите школи, и поради това има последователи. Критиците твърдят, че някои гурута правят това с резултат или дори с цел упражняване на власт или получаване на незаслужени облаги. В още по-метафоричен смисъл „гуру“ е човек, който има авторитет поради схващането за неговите експертни знания
или умения.
В традицията на вайшнавизма духовният учител – гуру, е тази личност, която дава посвещение в духовния живот и води ученика към чистото съзнание за Бога. Ученикът отдава почитанията си на духовния учител, наравно с Бога, тъй като гуру е посредникът между тях. Терминът „Махагуру“ се отнася към Шива(Шанкара).

## Гуру в Будизма
В Будистката традиция на Тхеравада учителят се цени и почита като наставник, заслужаващ голямо уважение и източник на вдъхновение по пътя към Освобождението, обаче той не се разглежда като Гуру, а по-скоро като духовен приятел.
В Тибетския Будизъм обаче Гуру се възприема като Буда, самия корен на духовната реализация и основа на пътя. Смята се, че без учител не може да има преживяване и прозрение. В Тибетските текстове се поставя голямо ударение на възхваляването на качествата и добродетелите на Гуру. С благословията на Гуру, възприеман като Бодхисатва, въплъщение на Буда ученикът може да върви напред по пътя към преживяването на истинската природа на ума си. С голяма признателност и отдаденост ученикът се отваря за благословията на своя Гуру, която е най-важната основа за развитие във Ваджраяна. Относно важността на Гуру Далай Лама казва: „Разчитайте на ученията, за да оцените Гуру: без сляпо доверие, но и без сляпа критичност.“. В Китай често се използва термина „Жив Буда“, но автентичната тибетска дума в употреба, която съответства на Гуру е Лама. Гуру е някой, който не е задължително да бъде Буда, но трябва да тежи с познанието си и да е носител на автентична приемственост. Понятието „Ваджра“ също може да означава учител.